# Suzuki Fronte
Suzuki Fronte (яп. スズキ・フロンテ) — марка автомобилей, представленных в марте 1962 года японской компанией Suzuki.

## 360cc Era (1962—1976)

### Suzulight Fronte
TLA Fronte на базе Suzulight Van был представлен в марте 1962 года. Suzulight Fronte, основанный на Suzulight SS, оснащён двухцилиндровым двухтактным двигателем с приводом на переднюю ось. Расположение двигателя — поперечное. Подвеска автомобиля — независимая, с поперечными двойными листовыми рессорами по обеим осям. В первый год было выпущено 2565 экземпляров. Мощность двигателя составляет 18 кВт (25 л. с.) при 6000 об/мин, объём — 360 см3, диаметр цилиндра и ход поршня — 64 × 56 мм. Коробка передач — трёхступенчатая механическая, с несинхронизированной первой передачей.
С 1963 года TLA Fronte оснащался двигателем FEA с автоматической системой смазки SELMIX и улучшенной топливной экономичностью, без необходимости в предварительно смешанном бензине для двухтактного двигателя. Мощность двигателя снижена до 15 кВт (21 л. с.). Коробка передач — четырёхступенчатая механическая.
С октября 1965 года в двигателе применялась система CCI (Cylinder Cchenko Injection), позволяющая сократить расход масла и дымность при запуске. Мощность двигателя была увеличена до 22 л. с. Ежемесячно выпускалось 150 автомобилей.

В 1966 году Suzulight Fronte прошёл фейслифтинг. К 1967 году автомобиль был снят с производства.
- Suzulight Fronte TLA (1962—1963)
- 1967 Suzulight Fronte

### Fronte 360
Двухдверный седан Suzuki Fronte 360 (кодовое обозначение — LC10; проектное название — «Y-16») был представлен в марте 1967 года. Компоновка автомобиля — заднемоторная, задние двери — распашные. В автомобиле применялся рядный трёхцилиндровый двухтактный двигатель LC10 объёмом 356 см3 с воздушным охлаждением. Коробка передач — четырёхступенчатая механическая, первоначально с синхронизатором на трёх повышенных передачах.
В ноябре 1968 года была представлена модификация Suzuki Fronte SS 360 с двигателем мощностью 26 кВт (36 л. с.), а в апреле 1970 года была представлена модификация Suzuki Fronte SSS. В 1969 году также была представлена гоночная модель «SS Standard» с мощным двигателем, но с минимумом отделки.
В январе 1969 года был налажен выпуск экспортной версии, получившей название Suzuki Fronte 500. Единственная комплектация — De Luxe. Объём двигателя увеличен до 475 см3, мощность — 21 кВт (29 л. с.) при 6000 об/мин. В мае 1969 года Fronte прошёл фейслифтинг.
В июле 1969 года была представлена версия Fronte S с двигателем мощностью 25 л. с.
В апреле 1970 года автомобили прошли второй фейслифтинг. Спортивная версия была переименована в SSS. Автомобили оснащались двигателями мощностью 23—25 кВт (31—34 л. с.).

В октябре 1970 года Fronte 360 был снят с производства.
- 1968 Fronte SS 360
- 1969 Suzuki Fronte Super Deluxe LC10
- 1970 Suzuki Fronte SSS

### Fronte Van/Estate/Custom
В январе 1969 года был представлен преемник Suzulight FE — трёхдверный хетчбэк Suzuki Fronte Van (LS10). В течение нескольких лет автомобиль выпускался параллельно с LC10. Компоновка автомобиля — переднемоторная, привод — задний, передняя подвеска — Макферсон, задняя подвеска — жётская, с листовыми рессорами. Колёсная база составляет 1995 мм. Автомобиль оснащался трёхцилиндровым двигателем LC10 с воздушным охлаждением объёмом 356 см3, мощностью 19 кВт (25 л. с.). Максимальная скорость — 105 км/ч. Запасное колесо находилось в моторном отсеке.
К июлю 1969 года в модельный ряд вошёл трёхдверный универсал Suzuki Fronte Estate, получивший кодовое обозначение LS11. С июня 1970 по 1971 год преемником Estate являлся Suzuki Fronte Custom.
С марта 1972 года Fronte Van оснащался двухцилиндровым двухтактным двигателем L50 с водяным охлаждением мощностью 28 л. с., который также применялся в Suzuki Carry. Кодовое обозначение — LS20. Всего было выпущено чуть менее 28000 моделей LS20.
В апреле 1973 года преемником Fronte Van стал Fronte Hatch.
| Suzuki Fronte Van/Estate/Custom | Suzuki Fronte Van/Estate/Custom                                    | Suzuki Fronte Van/Estate/Custom                                 | Suzuki Fronte Van/Estate/Custom                                    | Suzuki Fronte Van/Estate/Custom                                    |
| ------------------------------- | ------------------------------------------------------------------ | --------------------------------------------------------------- | ------------------------------------------------------------------ | ------------------------------------------------------------------ |
|                                 | '69 Fronte Van (LS10)                                              | '72 Fronte Van (LS20)                                           | '69 Fronte Estate (LS11)                                           | '70 Fronte Hi-Custom (LS11)                                        |
| Кузов                           | 3-дверный универсал                                                | 3-дверный универсал                                             | 3-дверный универсал                                                | 2-дверный седан                                                    |
| Трансмиссия                     | Переднемоторная, заднеприводная компоновка, 4-скор. МКПП           | Переднемоторная, заднеприводная компоновка, 4-скор. МКПП        | Переднемоторная, заднеприводная компоновка, 4-скор. МКПП           | Переднемоторная, заднеприводная компоновка, 4-скор. МКПП           |
| Передняя/задняя подвеска        | Пружинная / рессорная                                              | Пружинная / рессорная                                           | Пружинная / рессорная                                              | Пружинная / рессорная                                              |
| Передние/задние тормоза         | Барабанные                                                         | Барабанные                                                      | Барабанные                                                         | Барабанные                                                         |
| Колёсная база                   | 1995 мм                                                            | 1995 мм                                                         | 1995 мм                                                            | 1995 мм                                                            |
| Длина/ширина/высота             | 2995/1295/1380 мм                                                  | 2995/1295/1380 мм                                               | 2995/1295/1380 мм                                                  | 2995/1295/1380 мм                                                  |
| Снаряжённая масса               | 500 кг Super DeLuxe: 505 кг                                        | 505 кг Super DeLuxe: 510 кг                                     | 500 кг                                                             | 500 кг                                                             |
| Двигатель                       | LC10 с воздушным охлаждением, двухтактный, рядный, трёхцилиндровый | L50 с водяным охлаждением, двухтактный, рядный, двухцилиндровый | LC10 с воздушным охлаждением, двухтактный, рядный, трёхцилиндровый | LC10 с воздушным охлаждением, двухтактный, рядный, трёхцилиндровый |
| Объём                           | 356 см3 (52,0 x 56,0 мм)                                           | 359 cc (61,0 x 61,5 мм)                                         | 356 см3 (52,0 x 56,0 мм)                                           | 356 см3 (52,0 x 56,0 мм)                                           |
| Карбюратор                      | Однокамерный                                                       | Однокамерный                                                    | Однокамерный                                                       | Однокамерный                                                       |
| Мощность (SAE)                  | 18 кВт (25 л.с.) при 6500 об/мин                                   | 21 кВт (28 л. с.) при 5500 об/мин                               | 18 кВт (25 л. с.) при 6500 об/мин                                  | 22 кВт (30 л. с.) при 6500 об/мин                                  |
| Крутящий момент                 | 31 Н⋅м при 5000 об/мин                                             | 37 Н⋅м при 5000 об/мин                                          | 31 Н⋅м при 5000 об/мин                                             | 36 Н⋅м при 5500 об/мин                                             |
| Максимальная скорость           | 105 км/ч                                                           |                                                                 | 105 км/ч                                                           | 110 км/ч                                                           |
| Грузоподъёмность                | 300 кг или 150 кг с 4 пассажирами                                  | 300 кг или 150 кг с 4 пассажирами                               | н/д                                                                | н/д                                                                |
| Шины                            | 4.50 x 10 4PR                                                      | 4.50 x 10 4PR                                                   | 4.80 x 10 2PR                                                      | 4.80 x 10 2PR                                                      |
| Начальная цена                  | Standard: ¥313,000 DeLuxe: ¥340,000 Super DeLuxe: ¥368,000         |                                                                 | ¥372,000                                                           | ¥394,000                                                           |

### Sting Ray Fronte
Suzuki Fronte 71 (LC10 II) был представлен в ноябре 1970 года. Проектное название — «Sting Ray Look». Колёсная база удлинена до 2010 мм. Другие незначительные отличия — добавление переднего стабилизатора поперечной устойчивости и изменение схемы задней подвески с полупродольными рычагами. Автомобили оснащались двигателями мощностью 31, 34 или 36 л. с. Комплектации: S, SS, SSS и SSS-R (буква «R» указывает на установку радиальных шин). С мая 1971 года автомобили оснащались двигателем LC10W с водяным охлаждением. Комплектации: GL-W (34 л. с.) или GT-W/GTR-W (37 л. с.). В июле 1971 года в модельный ряд были добавлены комплектации GO-W и GS-W.
| Suzuki Fronte 71         | Suzuki Fronte 71                                                            | Suzuki Fronte 71                                                            | Suzuki Fronte 71                                                            | Suzuki Fronte 71                                                            | Suzuki Fronte 71                                                            | Suzuki Fronte 71                                                            |
| ------------------------ | --------------------------------------------------------------------------- | --------------------------------------------------------------------------- | --------------------------------------------------------------------------- | --------------------------------------------------------------------------- | --------------------------------------------------------------------------- | --------------------------------------------------------------------------- |
|                          | Standard                                                                    | Super DeLuxe                                                                | Hi-Super                                                                    | S                                                                           | SSS                                                                         | SSS-R                                                                       |
| Трансмиссия              | Заднемоторная, заднеприводная компоновка, 4-скор. МКПП                      | Заднемоторная, заднеприводная компоновка, 4-скор. МКПП                      | Заднемоторная, заднеприводная компоновка, 4-скор. МКПП                      | Заднемоторная, заднеприводная компоновка, 4-скор. МКПП                      | Заднемоторная, заднеприводная компоновка, 4-скор. МКПП                      | Заднемоторная, заднеприводная компоновка, 4-скор. МКПП                      |
| Передняя/Задняя подвеска | Пружинная, на двойных поперечных рычагах / винтовая, с продольными рычагами | Пружинная, на двойных поперечных рычагах / винтовая, с продольными рычагами | Пружинная, на двойных поперечных рычагах / винтовая, с продольными рычагами | Пружинная, на двойных поперечных рычагах / винтовая, с продольными рычагами | Пружинная, на двойных поперечных рычагах / винтовая, с продольными рычагами | Пружинная, на двойных поперечных рычагах / винтовая, с продольными рычагами |
| Передние/задние тормоза  | Барабанные                                                                  | Барабанные                                                                  | Барабанные                                                                  | Барабанные                                                                  | Барабанные                                                                  | Барабанные                                                                  |
| Колёсная база            | 2010 мм                                                                     | 2010 мм                                                                     | 2010 мм                                                                     | 2010 мм                                                                     | 2010 мм                                                                     | 2010 мм                                                                     |
| Длина/ширина             | 2995/1295 мм                                                                | 2995/1295 мм                                                                | 2995/1295 мм                                                                | 2995/1295 мм                                                                | 2995/1295 мм                                                                | 2995/1295 мм                                                                |
| Высота                   | 1295 мм                                                                     | 1295 мм                                                                     | 1295 мм                                                                     | 1260 мм                                                                     | 1260 мм                                                                     | 1250 мм                                                                     |
| Снаряжённая масса        | 460 кг                                                                      | 460 кг                                                                      | 465 кг                                                                      | 460 кг                                                                      | 460 кг                                                                      | 460 кг                                                                      |
| Двигатель                | LC10 с воздушным охлаждением, двухтактный, рядный, трёхцилиндровый, CCI     | LC10 с воздушным охлаждением, двухтактный, рядный, трёхцилиндровый, CCI     | LC10 с воздушным охлаждением, двухтактный, рядный, трёхцилиндровый, CCI     | LC10 с воздушным охлаждением, двухтактный, рядный, трёхцилиндровый, CCI     | LC10 с воздушным охлаждением, двухтактный, рядный, трёхцилиндровый, CCI     | LC10 с воздушным охлаждением, двухтактный, рядный, трёхцилиндровый, CCI     |
| Объём                    | 356 см3 (52,0 x 56,0 мм)                                                    | 356 см3 (52,0 x 56,0 мм)                                                    | 356 см3 (52,0 x 56,0 мм)                                                    | 356 см3 (52,0 x 56,0 мм)                                                    | 356 см3 (52,0 x 56,0 мм)                                                    | 356 см3 (52,0 x 56,0 мм)                                                    |
| Карбюратор               | Трёхкамерный                                                                | Трёхкамерный                                                                | Трёхкамерный                                                                | Трёхкамерный                                                                | Трёхкамерный                                                                | Трёхкамерный                                                                |
| Мощность (SAE)           | 23 кВт (31 л. с.) при 6000 об/мин                                           | 23 кВт (31 л. с.) при 6000 об/мин                                           | 25 кВт (34 л. с.) при 6500 об/мин                                           | 25 кВт (34 л. с.) при 6500 об/мин                                           | 26 кВт (36 л. с.) при 7000 об/мин                                           | 26 кВт (36 л. с.) при 7000 об/мин                                           |
| Крутящий момент          | 36 Н⋅м при 5000 об/мин                                                      | 36 Н⋅м при 5000 об/мин                                                      | 36 Н⋅м при 5500 об/мин                                                      | 36 Н⋅м при 5500 об/мин                                                      | 36 Н⋅м при 6500 об/мин                                                      | 36 Н⋅м при 6500 об/мин                                                      |
| Максимальная скорость    | 115 км/ч                                                                    | 115 км/ч                                                                    | 120 км/ч                                                                    | 120 км/ч                                                                    | 120 км/ч                                                                    | 120 км/ч                                                                    |
| Разгон (0→400 м)         | 21.5 сек.                                                                   | 21.5 сек.                                                                   | 20.5 сек.                                                                   | 20.5 сек.                                                                   | 19.9 сек.                                                                   | 19.9 сек.                                                                   |
| Шины                     | 5.20 x 10 4PR                                                               | 5.20 x 10 4PR                                                               | 5.20 x 10 4PR                                                               | 5.20 x 10 4PR                                                               | 5.20 x 10 4PR                                                               | 135 SR10                                                                    |

В ноябре 1971 года автомобили прошли фейслифтинг и стали называться Suzuki Fronte 72. Двигатели с воздушным охлаждением были исключены из моторной гаммы. В марте 1972 года в модельный ряд были добавлены комплектации GD-W и GU-W. На экспортных рынках продавался Suzuki Fronte 500 с двигателем LC50 объёмом 475 см3, мощностью 29 л. с. Максимальная скорость — 115 км/ч. В октябре 1972 года на смену Fronte 72 пришёл «New Fronte». GT-W Type II, равно как и Fronte Coupé GXCF, имел передние дисковые тормоза.
| Suzuki New Fronte        | Suzuki New Fronte                                                           | Suzuki New Fronte                                                           | Suzuki New Fronte                                                           | Suzuki New Fronte                                                           | Suzuki New Fronte                                                           | Suzuki New Fronte                                                           | Suzuki New Fronte                                                           | Suzuki New Fronte                                                           |
| ------------------------ | --------------------------------------------------------------------------- | --------------------------------------------------------------------------- | --------------------------------------------------------------------------- | --------------------------------------------------------------------------- | --------------------------------------------------------------------------- | --------------------------------------------------------------------------- | --------------------------------------------------------------------------- | --------------------------------------------------------------------------- |
|                          | Air-cooled Series                                                           | Air-cooled Series                                                           | Family Series                                                               | Family Series                                                               | Gorgeous Series                                                             | Gorgeous Series                                                             | Sports Series                                                               | Sports Series                                                               |
| Standard LC10IIU         | Autoclutch LC10IIUA                                                         | GU-W LC10WGU                                                                | GD-W LC10WGD                                                                | GF-W LC10WGF                                                                | GC-W LC10WGC                                                                | GT-W LC10WGT                                                                | GT-W typeII LC10WGT-B                                                       |                                                                             |
| Трансмиссия              | Заднемоторная, заднеприводная компоновка, 4-скор. МКПП                      | Заднемоторная, заднеприводная компоновка, 4-скор. МКПП                      | Заднемоторная, заднеприводная компоновка, 4-скор. МКПП                      | Заднемоторная, заднеприводная компоновка, 4-скор. МКПП                      | Заднемоторная, заднеприводная компоновка, 4-скор. МКПП                      | Заднемоторная, заднеприводная компоновка, 4-скор. МКПП                      | Заднемоторная, заднеприводная компоновка, 4-скор. МКПП                      | Заднемоторная, заднеприводная компоновка, 4-скор. МКПП                      |
| Передняя/задняя подвеска | Пружинная, на двойных поперечных рычагах / винтовая, с продольными рычагами | Пружинная, на двойных поперечных рычагах / винтовая, с продольными рычагами | Пружинная, на двойных поперечных рычагах / винтовая, с продольными рычагами | Пружинная, на двойных поперечных рычагах / винтовая, с продольными рычагами | Пружинная, на двойных поперечных рычагах / винтовая, с продольными рычагами | Пружинная, на двойных поперечных рычагах / винтовая, с продольными рычагами | Пружинная, на двойных поперечных рычагах / винтовая, с продольными рычагами | Пружинная, на двойных поперечных рычагах / винтовая, с продольными рычагами |
| Передние/задние тормоза  | барабанные                                                                  | барабанные                                                                  | барабанные                                                                  | барабанные                                                                  | барабанные                                                                  | барабанные                                                                  | барабанные                                                                  | дисковые / барабанные                                                       |
| Колёсная база            | 2010 мм                                                                     | 2010 мм                                                                     | 2010 мм                                                                     | 2010 мм                                                                     | 2010 мм                                                                     | 2010 мм                                                                     | 2010 мм                                                                     | 2010 мм                                                                     |
| Длина/ширина/высота      | 2,995/1,295/1,295 мм                                                        | 2,995/1,295/1,295 мм                                                        | 2,995/1,295/1,295 мм                                                        | 2,995/1,295/1,295 мм                                                        | 2,995/1,295/1,295 мм                                                        | 2,995/1,295/1,295 мм                                                        | 2,995/1,295/1,260 мм                                                        | 2,995/1,295/1,260 мм                                                        |
| Снаряжённая масса        | 460 кг                                                                      | 460 кг                                                                      | 475 кг                                                                      | 475 кг                                                                      | 475 кг                                                                      | 475 кг                                                                      | 475 кг                                                                      | 495 кг                                                                      |
| Двигатель                | LC10 с воздушным охлаждением, двухтактный, рядный, трёхцилиндровый, CCIS    | LC10 с воздушным охлаждением, двухтактный, рядный, трёхцилиндровый, CCIS    | LC10W с водяным охлаждением, двухтактный, рядный, трёхцилиндровый, CCIS     | LC10W с водяным охлаждением, двухтактный, рядный, трёхцилиндровый, CCIS     | LC10W с водяным охлаждением, двухтактный, рядный, трёхцилиндровый, CCIS     | LC10W с водяным охлаждением, двухтактный, рядный, трёхцилиндровый, CCIS     | LC10W с водяным охлаждением, двухтактный, рядный, трёхцилиндровый, CCIS     | LC10W с водяным охлаждением, двухтактный, рядный, трёхцилиндровый, CCIS     |
| Объём                    | 356 см3 (52,0 x 56,0 мм)                                                    | 356 см3 (52,0 x 56,0 мм)                                                    | 356 см3 (52,0 x 56,0 мм)                                                    | 356 см3 (52,0 x 56,0 мм)                                                    | 356 см3 (52,0 x 56,0 мм)                                                    | 356 см3 (52,0 x 56,0 мм)                                                    | 356 см3 (52,0 x 56,0 мм)                                                    | 356 см3 (52,0 x 56,0 мм)                                                    |
| Карбюратор               | Трёхкамерный                                                                | Трёхкамерный                                                                | Трёхкамерный                                                                | Трёхкамерный                                                                | Трёхкамерный                                                                | Трёхкамерный                                                                | Трёхкамерный                                                                | Трёхкамерный                                                                |
| Мощность (SAE)           | 23 кВт (31 л. с.) при 6000 об/мин                                           | 23 кВт (31 л. с.) при 6000 об/мин                                           | 23 кВт (31 л. с.) при 6000 об/мин                                           | 23 кВт (31 л. с.) при 6000 об/мин                                           | 25 кВт (34 л. с.) при 6000 об/мин                                           | 25 кВт (34 л. с.) при 6000 об/мин                                           | 27 кВт (37 л. с.) при 6500 об/мин                                           | 27 кВт (37 л. с.) при 6500 об/мин                                           |
| Крутящий момент          | 36 Н⋅м при 5000 об/мин                                                      | 36 Н⋅м при 5000 об/мин                                                      | 39 Н⋅м при 4500 об/мин                                                      | 39 Н⋅м при 4500 об/мин                                                      | 41 Н⋅м при 4500 об/мин                                                      | 41 Н⋅м при 4500 об/мин                                                      | 41 Н⋅м при 4500 об/мин                                                      | 41 Н⋅м при 4500 об/мин                                                      |
| Максимальная скорость    | 115 км/ч                                                                    | 115 км/ч                                                                    | 115 км/ч                                                                    | 115 км/ч                                                                    | 120 км/ч                                                                    | 120 км/ч                                                                    | 120 км/ч                                                                    | 120 км/ч                                                                    |
| Разгон (0→400 м)         | 21.5 сек.                                                                   | 21.5 сек.                                                                   | 21.6 сек.                                                                   | 21.6 сек.                                                                   | 20.2 сек.                                                                   | 20.2 сек.                                                                   | 19.67 сек.                                                                  | 19.67 сек.                                                                  |
| Шины                     | 5.20 x 10 4PR                                                               | 5.20 x 10 4PR                                                               | 5.20 x 10 4PR                                                               | 5.20 x 10 4PR                                                               | 5.20 x 10 4PR                                                               | 5.20 x 10 4PR                                                               | 5.20 x 10 4PR                                                               | 5.20 x 10 4PR                                                               |

- Suzuki Fronte (LC10W)
- Suzuki LC10W

#### Fronte Coupé
Fronte Coupé, разработанный Джорджетто Джуджаро, был представлен в сентябре 1971 года. Являлся предшественником Cervo.
Автомобиль оснащался двигателем LC10W с водяным охлаждением. Компоновка — заднемоторная.

На экспортных рынках автомобиль назывался Suzuki LC10W.
- Вид спереди
- Вид сзади

### Fronte LC20
Fronte LC20 был представлен в июле 1973 года. В отличие от LC10, колёсная база увеличена на 20 мм (2030 мм). В конце мая 1976 года автомобиль был снят с производства.

### Fronte Hatch
В апреле 1973 года на смену LS20 Suzuki Fronte Van пришёл LS30 Fronte Hatch. В автомобиле применялся двухцилиндровый двухтактный двигатель L50 с водяным охлаждением объёмом 359 см3, мощностью 28 л. с., который также применялся в Carry и Jimny. В мае 1974 года мощность была снижена до 26 л. с., а в 1976 году — до 25 л. с. В мае 1976 года автомобиль был снят с производства.
| Suzuki Fronte Hatch      | Suzuki Fronte Hatch | Suzuki Fronte Hatch                                              |
| ------------------------ | --- | ---------------------------------------------------------------- |
|                          | Hatch 360 (LS30) | Hatch 550 (SH10)                                                 |
| Трансмиссия              | Переднемоторная, заднеприводная компоновка, 4-скор. МКПП                                                                  | Переднемоторная, заднеприводная компоновка, 4-скор. МКПП         |
| Передняя/задняя подвеска | Пружинная / рессорная | Пружинная / рессорная                                            |
| Передние/задние тормоза  | Барабанные | Барабанные                                                       |
| Колёсная база            | 2005 мм | 2100 мм                                                          |
| Длина/ширина/высота      | 2995/1295/1380 мм | 3195/1365/1375 мм                                                |
| Снаряжённая масса        | E: 520 кг B, Custom: 525 кг D, T: 530 кг                                                                                  | B: 550 кг D, T: 555 кг                                           |
| Двигатель                | L50 с водяным охлаждением, двухтактный, рядный, двухцилиндровый                                                           | LJ50 с водяным охлаждением, двухтактный, рядный, трёхцилиндровый |
| Степень сжатия           | 7.0:1, 6.8:1 (1976) | 6.4:1                                                            |
| Объём                    | 359 см3 (61,0 x 61,5 мм)                                                                                                  | 539 см3 (61,0 x 61,5 мм)                                         |
| Карбюратор               | Однокамерный | Однокамерный                                                     |
| Мощность (SAE)           | 04.73—05.74: 21 кВт (28 л. с.) при 5500 rpm 05.74—09.75: 19 кВт (26 л. с.) 09.75—06.76: 18 кВт (25 л. с.) при 5500 об/мин | 18 кВт (25 л. с.) при 4500 об/мин                                |
| Крутящий момент          | 04.73—05.74: 37 Н⋅м при 5000 об/мин 09.75—06.76: 36 Н⋅м при 4500 об/мин                                                   | 50 Н⋅м при 3000 об/мин                                           |
| Максимальная скорость    | 105 км/ч | 105 км/ч                                                         |
| Грузоподъёмность         | 300 кг, 150 кг с 4 пассажирами 200 или 100 кг (1976 Custom)                                                               | 300 кг, 150 кг с 4 пассажирами 200 или 100 кг (1976 Custom)      |
| Шины                     | 4.50 x 10 6PR | 5.00 x 10                                                        |
| Начальные цены           | E: ¥351,000 B: ¥366,000 D: ¥399,000 T: ¥418,000                                                                           |                                                                  |

В июле 1976 года начался выпуск модели Suzuki Fronte Hatch 55 (или 550). Кодовое обозначение — SH10. Длина была увеличена до 3190 мм, а колёсная база — до 2100 мм Автомобиль оснащался трёхцилиндровым двигателем LJ50 объёмом 539 см3. Изначально автомобиль продавался в комплектациях B, D и T (с хромированными бамперами), а с 1979 года — в комплектациях Standard, Deluxe и Super Deluxe.
В мае 1979 года на смену Hatch пришёл SS30 Alto.

## Fronte 550

### Fronte 7-S
Fronte 7-S был представлен в июне 1976 года. Кодовое обозначение — SS10. В отличие от LC20, ширина увеличена на 100 мм. Длина — 3190 мм.
Fronte 7-S оснащался трёхцилиндровым двухтактным двигателем T4A с системой очистки выхлопных газов Suzuki TC («Two Catalyst»). Мощность — 19 кВт (26 л. с.) при 4500 об/мин. Коробка передач — четырёхступенчатая механическая. В январе 1977 года автомобиль прошёл фейслифтинг.
В мае 1977 года была представлена модель SS11 с четырёхтактным двигателем AB10 мощностью 21 кВт (28 л. с.). Чуть позже была представлена модель SS12 Fronte 7-S с двигателем TC53 мощностью 18 кВт (25 л. с.).
27 октября 1977 года была представлена модель SS20 с двигателем T5A объёмом 539 см, мощностью 21 кВт (28 л. с.) при 5000 об/мин и крутящим моментом 5,3 кг⋅м при 3000 об/мин. Максимальная скорость увеличена со 105 до 110 км/ч.
Комплектации: FC (Custom) и GL (Deluxe).
| Fronte 7-S (A-SS10)                                                            | Fronte 7-S (A-SS10)                     |
| ------------------------------------------------------------------------------ | --------------------------------------- |
| 2-дв.                                                                          | Standard, DeLuxe, Super DeLuxe          |
| 4-дв.                                                                          | Standard*, DeLuxe, Super DeLuxe, Custom |
| Комплектация Standard (4-дв.) была удалена из прайс-листов к январю 1977 года. |                                         |

- Suzuki Fronte 7-S Super Deluxe (SS10-1)
- Fronte 7-S Custom (SS10; вид сзади)
- Suzuki SS10 Custom (Чили)

### SS30/SS40
В мае 1979 года на смену Fronte 7-S пришли SS30/SS40 Fronte. Fronte Hatch 55 также был снят с производства, с этого момента все коммерческие версии носили название Alto. В SS30 применялся двигатель T5B мощностью 21 кВт (28 л. с.), в то время как в SS40 применялся четырёхтактный трёхцилиндровый двигатель F5A объёмом 543 см3, мощностью 23 кВт (31 л. с.). В мае 1981 года двигатель T5B был исключён из моторной гаммы Fronte. Заявленная максимальная скорость — 110 км/ч. С июля 1981 года выпускалась модель SS80 с 796-кубовым четырёхтактным трехцилиндровым двигателем.
В октябре 1982 года был проведён небольшой рестайлинг. В мае 1983 года фазы газораспределения были отрегулированы, степень сжатия двигателя увеличилась с 9,5 до 9,7:1, каталитический нейтрализатор был переработан. Также было введено зажигание транзисторов. Заявленная мощность двигателя была снижена до 21 кВт (29 л. с.) при 6000 об/мин. В то же время была представлена топовая версия, FS-QG, с цифровыми приборами.

С 1984 по 1986 год SS80 Fronte выпускался компанией Maruti под названием «800». В 1980-х годах компания Cooper Motor Corporation (CMC) из Найроби, Кения, также выпускала SS80 Fronte.
- Вид спереди
- Вид сзади

#### Прайс-лист
| SS30                          | SS30     | SS40 | SS40     |
| ----------------------------- | -------- | ---- | -------- |
| FX                            | ¥568,000 | FS   | ¥568,000 |
| FX-L                          | ¥638,000 | FS-L | ¥638,000 |
| FX-C                          | ¥678,000 | FS-C | ¥678,000 |
| FX-G                          | ¥718,000 | FS-G | ¥718,000 |
| Цена Alto составляла ¥470,000 |          |      |          |

#### FX 800
С 1983 по 1988 год в Пакистане пятидверный хетчбэк продавался под названием Suzuki FX 800 с двигателем F8B объёмом 800 см3, мощностью 40 л. с.

### CB71
Fronte CB71 был представлен в сентябре 1984 года. В отличие от предыдущих моделей, колёсная база увеличена до 2175 мм. Автомобиль оснащался двигателем F5A объёмом 543 см3, мощностью 23 кВт (31 л. с.) при 6000 об/мин. Коробка передач — пятиступенчатая механическая или трёхступенчатая автоматическая. Все модели имели барабанные тормоза, в то время как модель FG имела передние дисковые тормоза. Максимальная скорость — 120 км/ч.

В июле 1986 года автомобиль прошёл рестайлинг и стал называться CB72. К февралю 1987 года автомобиль оснащался двигателем FS Twin Cam 12 мощностью 29 кВт (40 л. с.) при 7500 об/мин.
- Fronte CB71S
- Fronte CB72S

### CN11S
CN11S дебютировал в сентябре 1988 года. В отличие от CB72, колёсная база удлинена на 160 мм (до 2335 мм). Автомобиль оснащался 547-кубовым 12-клапанным двигателем SOHC F5B мощностью 30 кВт (40 л. с.) при 7500 об/мин, который также применялся в Suzuki Cervo. В марте 1989 года автомобиль был снят с производства.
| Прайс-лист CN/CP11S (09.89) | Прайс-лист CN/CP11S (09.89) | Прайс-лист CN/CP11S (09.89) |
| Модель                      | МКПП                        | АКПП                        |
| --------------------------- | --------------------------- | --------------------------- |
| FP                          | ¥669,000                    | ¥729,000                    |
| Wit                         | ¥749,000                    | ¥809,000                    |
| We've                       | ¥839,000                    | ¥899,000                    |
| FL                          | ¥895,000 (5MT)              | ¥935,000                    |
| FI 4WD                      | ¥875,000                    | -                           |